# Quincy Promes
Quincy Anton Promes (sinh ngày 4 tháng 1 năm 1992) là một cầu thủ bóng đá chuyên nghiệp người Hà Lan, đóng vai trò là tiền đạo cho câu lạc bộ Spartak Moscow và Đội tuyển bóng đá quốc gia Hà Lan.
Promes bắt đầu sự nghiệp với Twente vào năm 2011, nơi anh đã trải qua ba mùa giải trước khi chuyển đến câu lạc bộ Nga Spartak Moscow FC vào mùa hè năm 2014. Promes đã giành được vinh dự lớn đầu tiên vào năm 2017 khi Spartak Moscow FC lên ngôi vô địch Premier League Nga. Anh được bầu chọn là Cầu thủ xuất sắc nhất năm 2017 tại Nga và kết thúc mùa giải 2017-2018 với tư cách là cầu thủ ghi bàn hàng đầu của giải Ngoại hạng Nga. Tổng cộng, anh đã tích lũy được 135 lần ra sân và ghi được 66 bàn thắng sau bốn năm thi đấu với Spartak. Anh ấy đã ký hợp đồng với câu lạc bộ Sevilla của Tây Ban Nha vào năm 2018 với số tiền 20 triệu euro được báo cáo nhưng đấu tranh cho hình thức ở đó. Promes trở lại quê hương Hà Lan vào mùa hè năm 2019 bằng cách ký hợp đồng với câu lạc bộ thời niên thiếu của anh ấy Ajax.
Anh đã giành được trận đấu chuyên nghiệp đầu tiên cho Hà Lan vào tháng 3 năm 2014 trong trận giao hữu với Pháp trong trận thua 2–0. Sau đó anh đầu quân cho Juventus.

## Thống kê sự nghiệp

### Câu lạc bộ
Tính đến ngày 19 tháng 3 năm 2021
| Câu lạc bộ             | Mùa giải            | Giải đáu               | Giải đáu | Giải đáu | Cúp quốc gia | Cúp quốc gia | Châu Âu | Châu Âu | Khác | Khác | Tổng cộng | Tổng cộng |
| Câu lạc bộ             | Mùa giải            | Hạng                   | Trận     | Bàn      | Trận         | Bàn          | Trận    | Bàn     | Trận | Bàn  | Trận      | Bàn       |
| ---------------------- | ------------------- | ---------------------- | -------- | -------- | ------------ | ------------ | ------- | ------- | ---- | ---- | --------- | --------- |
| Twente                 | 2011–12             | Eredivisie             | 3        | 0        | 0            | 0            | 0       | 0       | 0    | 0    | 3         | 0         |
| Twente                 | 2012–13             | Eredivisie             | 0        | 0        | 0            | 0            | 1       | 0       | 0    | 0    | 1         | 0         |
| Twente                 | 2013–14             | Eredivisie             | 31       | 11       | 0            | 0            | —       | —       | —    | —    | 31        | 11        |
| Twente                 | Tổng cộng           | Tổng cộng              | 34       | 11       | 0            | 0            | 1       | 0       | 0    | 0    | 35        | 11        |
| Go Ahead Eagles (mượn) | 2012–13             | Eerste Divisie         | 32       | 13       | 3            | 1            | —       | —       | 6    | 3    | 41        | 17        |
| Spartak Moscow         | 2014–15             | Russian Premier League | 28       | 13       | 1            | 0            | —       | —       | —    | —    | 29        | 13        |
| Spartak Moscow         | 2015–16             | Russian Premier League | 30       | 18       | 2            | 0            | —       | —       | —    | —    | 32        | 18        |
| Spartak Moscow         | 2016–17             | Russian Premier League | 26       | 12       | 1            | 0            | 2       | 0       | —    | —    | 29        | 12        |
| Spartak Moscow         | 2017–18             | Russian Premier League | 26       | 15       | 4            | 3            | 7       | 2       | 1    | 1    | 38        | 21        |
| Spartak Moscow         | 2018–19             | Russian Premier League | 5        | 1        | 0            | 0            | 2       | 1       | —    | —    | 7         | 2         |
| Spartak Moscow         | Tổng cộng           | Tổng cộng              | 115      | 59       | 8            | 3            | 11      | 3       | 1    | 1    | 135       | 66        |
| Sevilla                | 2018–19             | La Liga                | 33       | 2        | 6            | 0            | 10      | 1       | —    | —    | 49        | 3         |
| Ajax                   | 2019–20             | Eredivisie             | 20       | 12       | 1            | 0            | 6       | 4       | 1    | 0    | 28        | 16        |
| Ajax                   | 2020–21             | Eredivisie             | 17       | 6        | 0            | 0            | 5       | 0       | —    | —    | 22        | 6         |
| Ajax                   | Tổng cộng           | Tổng cộng              | 37       | 18       | 1            | 0            | 11      | 4       | 1    | 0    | 50        | 22        |
| Spartak Moscow         | 2020–21             | Russian Premier League | 4        | 2        | 0            | 0            | 0       | 0       | —    | —    | 0         | 0         |
| Tổng cộng sự nghiệp    | Tổng cộng sự nghiệp | Tổng cộng sự nghiệp    | 251      | 103      | 18           | 4            | 33      | 8       | 8    | 4    | 310       | 119       |

### Quốc tế
Tính đến ngày 27 tháng 6 năm 2021
| Hà Lan    |      |     |
| Năm       | Trận | Bàn |
| 2014      | 3    | 0   |
| 2015      | 4    | 0   |
| 2016      | 9    | 2   |
| 2017      | 9    | 2   |
| 2018      | 9    | 2   |
| 2019      | 8    | 1   |
| 2020      | 5    | 0   |
| 2021      | 3    | 0   |
| Tổng cộng | 50   | 7   |

### Bàn thắng quốc tế
Bàn thắng và kết quả của Hà Lan được để trước.
| #  | Ngày                 | Địa điểm                                                | Đối thủ    | Bàn thắng | Kết quả      | Giải đấu                    |
| -- | -------------------- | ------------------------------------------------------- | ---------- | --------- | ------------ | --------------------------- |
| 1. | 7 tháng 10 năm 2016  | De Kuip, Rotterdam, Hà Lan                              | Belarus    | 1–0       | 4–1          | Vòng loại World Cup 2018    |
| 2. | 7 tháng 10 năm 2016  | De Kuip, Rotterdam, Hà Lan                              | Belarus    | 2–0       | 4–1          | Vòng loại World Cup 2018    |
| 3. | 31 tháng 5 năm 2017  | Sân vận động Adrar, Agadir, Maroc                       | Maroc      | 1–0       | 2–1          | Giao hữu                    |
| 4. | 9 tháng 6 năm 2017   | De Kuip, Rotterdam, Hà Lan                              | Luxembourg | 4–0       | 5–0          | Vòng loại World Cup 2018    |
| 5. | 31 tháng 5 năm 2018  | SÂn vận động Antona Malatinského, Trnava, Slovakia      | Slovakia   | 1–1       | 1–1          | Giao hữu                    |
| 6. | 19 tháng 11 năm 2018 | Arena AufSchalke, Gelsenkirchen, Đức                    | Đức        | 1–2       | 2–2          | UEFA Nations League 2018–19 |
| 7. | 6 tháng 6 năm 2019   | Sân vận động D. Afonso Henriques, Guimarães, Bồ Đào Nha | Anh        | 3–1       | 3–1 (s.h.p.) | UEFA Nations League 2018–19 |